# Ториньяна
Ториньяна (исп. Cabo Touriñán) — мыс и крайняя западная точка материковой Испании. Мыс расположен около города Мухиа в провинции Ла-Корунья в составе автономного сообщества Галисия.